# Eriberto Arroyo Mío
Eriberto Arroyo Mío (Olmos, Lambayeque, 5 de octubre de 1943 – Chaclacayo, Lima, 27 de abril de 1989) fue un ingeniero agrónomo y político peruano, radicado en Piura ciudad en la que desarrolló su actividad personal y política, y que fue presuntamente asesinado por el Comando Rodrigo Franco. 

## Temprana edad y educación
Eriberto Arroyo Mío fue hijo de José de los Santos Arroyo y Mercedes Mío Timaná. Se casó con Crelia Mercedes Burgos.  Estudió en la Escuela Fiscal de Tambogrande y en el Instituto Nacional Agropecuario de Piura. Posteriormente, estudió agronomía en la Universidad Nacional de Piura y se graduó en 1967. En esta universidad entró en contacto con grupos de izquierda. 

## Activismo y política
Arroyo Mío comenzó a ser políticamente activo en Piura desde 1964. Fue un destacado dirigente de la Federación de Estudiantes Universitarios de Piura, ligada a la Universidad Nacional de Piura. En ese período, los estudiantes de agronomía estaban fuertemente influenciados por el proceso de  Reforma agraria peruana de 1969.
Fue uno de los fundadores clave de Izquierda Unida (IU) en 1980.  Se desempeñó como presidente de IU en Piura hasta agosto de 1985. En 1984 participó en la fundación del Partido Unificado Mariateguista (PUM). Fue elegido diputado al Congreso de la República en las elecciones de 1985, como representante de IU por Piura. 

## Asesinato
Arroyo Mío fue asesinado el 27 de abril de 1989 en Chaclacayo, Lima, mientras llevaba a su hijo al colegio.  Los asesinatos de Arroyo Mío y Pablo Norberto Li Ormeño, parlamentario del APRA, asesinado nueve días después, provocaron protestas en todo el país. El escándalo generó la dimisión de Armando Villanueva del Campo, quien se desempeñó como Primer Ministro y Ministro del Interior del gobierno de Alan García. 
A raíz de las demandas de Izquierda Unida, el Congreso de la República creó una comisión para investigar los asesinatos y las actividades del grupo paramilitar Rodrigo Franco, sindicado como autor del asesinato y ligado al partido oficialista, APRA.
Al principio, también se especuló que el autor del asesinato fue el grupo terrorista Sendero Luminoso. En enero de 1990, la policía peruana arrestó a once presuntos senderistas por el asesinato de Arroyo Mío, pero Sendero Luminoso rechazó las acusaciones y hubo dudas generalizadas de que el movimiento hubiera llevado a cabo el ataque. 
El modus operandi del asesinato apuntó al grupo paramilitar progubernamental Rodrigo Franco.